# Die Moral der Ruth Halbfass
Die Moral der Ruth Halbfass ist ein deutscher Spielfilm aus dem Jahre 1972. Unter der Regie von Volker Schlöndorff spielen Senta Berger und Helmut Griem die Hauptrollen.

## Handlung
In der Bundesrepublik Deutschland zu Beginn der 1970er Jahre. Ruth Halbfass, die Gattin eines erfolgreichen und wohlhabenden Miederwarenfabrikanten, beginnt sich in ihrem goldenen Käfig von Luxus und Eintönigkeit schwer zu langweilen. Ihr Ehemann, ein biederer, jovialer und etwas korpulenter Mann mittleren Alters, bedeutet für sie nur noch Routine und interessiert sich sehr viel  mehr für das Geschäft als für seine lustbetonte Gattin. Über ihre Tochter Aglaia lernt Ruth eines Tages deren gutaussehenden, jungen und dynamischen Zeichenlehrer Franz Vogelsang kennen. Beide sind rasch voneinander angezogen und beginnen eine leidenschaftliche Affäre, die sie bevorzugt in freier Natur ausleben.
Bald geraten die Dinge aus den Fugen. Franz will seine neue Eroberung nicht länger mit dem Langweiler Erich Halbfass teilen und plant, diesen hinterrücks beseitigen zu lassen. Dazu verdingt er ohne Ruths Wissen zwei üble Typen, die für ihn die Drecksarbeit erledigen und Erich ermorden sollen. Das Angebot der Spitzbuben Erich Halbfass gegenüber, diesen am Leben zu lassen, sollte er 5000 bis 8000 Mark zahlen, anstatt der mickrigen 2000 Mark, die Franz für den Mord zu zahlen bereit war, führt dazu, dass Erich die beiden Kleinganoven kurzerhand aus seinem Haus wirft. Dann aber erscheint Vogelsangs früh verhärmte Ehefrau Doris, mittlerweile ihrem allzu oft aushäusigen Gatten gegenüber misstrauisch geworden, und schießt Erich nieder. Doris wird verhaftet und erhängt sich schließlich in ihrer Gefängniszelle.

## Produktionsnotizen
Die Moral der Ruth Halbfass wurde an 25 Drehtagen zwischen dem 14. Juni und dem 19. Juli 1971 gedreht und am 14. April 1972 uraufgeführt. Drehorte waren Karlsruhe und Umgebung, der Odenwald und München.
Eberhard Junkersdorf hatte die Produktionsleitung, Schauspielerin Margarethe von Trotta assistierte ihrem Mann, dem Regisseur Schlöndorff. Hans Prescher hatte für den mitproduzierenden Hessischen Rundfunk die Redaktion. Hanna von Axmann-Rezzori sorgte für die Ausstattung und die Kostüme. Die Gesangseinlage stammt von Joseph Schmidt. Der bekannte Schnittmeister Claus von Boro beendete nach dieser Arbeit seine Tätigkeit als Spielfilmcutter.

## Kritiken
„Volker Schlöndorff macht Anstalten, seine kulturbeflissenen Interpreten zu düpieren. Nach Musil („Der junge Törless“), dem neuen Lebensgefühl der Zwanzigjährigen („Mord und Totschlag“), Kleist („Michael Kohlhaas“), Brecht („Baal“) und einer alten Bauernchronik („Der plötzliche Reichtum der armen Leute von Rombach“) schlägt er irgendeine Illustrierte oder ein Soraya-Blatt auf und verfilmt Minouche, genauer: die Essenz aller trivialen Millionärs-, Minouche- und Mord-Skandale dieser Art. Die Reaktionen darauf sind wie ein Kommentar zur deutschen Filmsituation: Die kommerzielle Branche begrüßt den verlorenen Sohn des „Kunstfilms“, und die kritische Fachwelt wendet sich kopfschüttelnd ab. (…) Schlöndorff hält geschickt die Balance zwischen Krimi, Love Story, bourgeoisem Rührstück und boshafter Persiflage. Er arbeitet mit optischen Pointen und Verweisen, spielt Ironie und Sarkasmus in den banalen Dialogen aus, läßt Motive und Zusammenhänge im unklaren; er verunsichert den Zuschauer permanent und lockt ihn auf falsche Fährten. Von einer Szene zur anderen wird eine Figur unangenehm, fragwürdig oder sympathisch. Am besten gelingt dieser Schwebezustand Senta Berger, die ein hartnäckiges Gerücht noch immer zum Busenstar stempeln will. Sie spielt hinreißend die Geliebte, die von großen Gefühlen und der Selbstbefreiung der Frau spricht, wie „Quick“ und „Jasmin“ es vorformuliert haben, und die sich doch aus ihrem goldenen Käfig nicht lösen kann. Sie vergegenwärtigt zugleich eine ironische, fast amüsierte Distanz zu dieser Frau und scheint uns dauernd einzuladen, über die ach so übliche und verständliche Moral der Ruth Halbfass herzlich zu lachen. Helmut Griem dagegen findet kaum den richtigen Ton und bleibt erstaunlich hölzern und undifferenziert. Allerdings ist die Rolle des handlungs- und entscheidungsunfähigen Intellektuellen, vom Co-Autor Peter Hamm mutig eine Selbst-Karikatur genannt, schon vom Buch her wenig plausibel.“

„"Die Entdeckung des Trivialen in der Kunst", so erkannten Regisseur Volker Schlöndorff ("Der junge Törless") und sein Drehbuchautor Peter Hamm, "kommt der Entdeckung der Wahrheit gleich." Mit einem kunterbunten Trivial-Werk liefern sie die Probe auf ihren Geistesblitz. (…) Schlöndorffs Klamotte, elegant gefilmt und mit Ironie gefedert, erweist sich als Kino-Lichtblick: Trotz übertriebener Neigung zu Kalauern (einem Herrn Spengler wird im Dialog der "Untergang des Abendlandes" angehängt) und seichten Sentenzen ("Wer nichts besitzt. kann seine Möglichkeiten nie wahrnehmen") ist "Die Moral der Ruth Halbfass" ein akzeptables Gegenstück zu den gleichartigen Banal-Psychodramen des französischen Regie-Meisters Claude Chabrol ("Die untreue Frau"), den Schlöndorff sehr verehrt. Was schließlich die "Wahrheit" betrifft, deren Entdeckung Hamm und Schlöndorff sich rühmen: Im deutschen Kommerz-Kino, das sich diesen ursprünglich fürs Fernsehen gedrehten Film durch Rückkauf nun doch noch gesichert hat, bedeutet der Mut kluger Filmemacher zum unterhaltsam Trivialen fast schon eine Gipfelleistung in der Kunst des derzeit Möglichen.“

„Handwerklich makellose Kriminalkomödie mit satirischen Seitenhieben auf die doppelte Moral gehobener Kreise. Volker Schlöndorff versucht, die kühle Präzision des Chabrolschen Gesellschaftsmelodrams auf deutsche Verhältnisse zu übertragen.“

„Anfang der 70er Jahre erfolgte die Wiederentdeckung Senta Bergers in Deutschland, zwei Regisseure der Filmemacher-Generation (Volker Schlöndorff und Wim Wenders) verpflichteten sie für ihre Werke "Die Moral der Ruth Halbfass" und "Der scharlachrote Buchstabe"; es wurden Filme, mit denen sie ihr Potential als überzeugende Charakterinterpretin unter Beweis stellen konnte.“

„Einer der wenigen Filme, für die Schlöndorff ("Die Blechtrommel") nicht auf eine Literaturvorlage zurückgriff, dafür ließ er sich vom Kollegen Claude Chabrol inspirieren. Fazit: Zwischen Satire und Krimikomödie.“

Die Deutsche Film- und Medienbewertung FBW in Wiesbaden verlieh dem Film das Prädikat wertvoll.